# Massif de la Clape
Koordinaten: 43° 10′ N, 3° 5′ O

Topographische Karte des Massif de la Clape

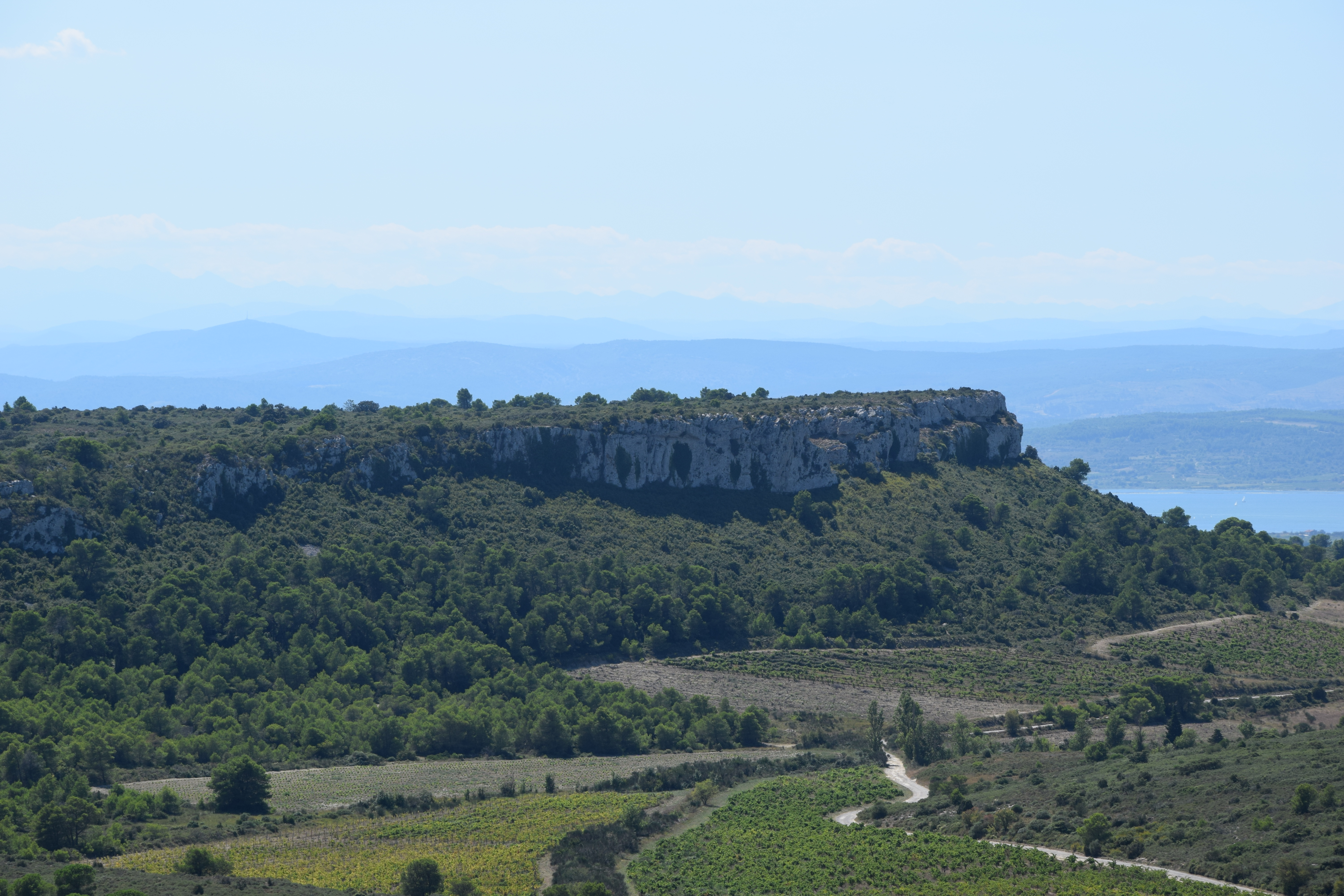
Bergrücken mit Steilklippe im Massif de la Clape

Das Massif de la Clape oder Montagne de la Clape ist ein Höhenzug an der französischen Mittelmeerküste. Er liegt zwischen der Stadt Narbonne und dem Meer. An seinen Rändern befinden sich außer Narbonne die Orte Armissan, Vinassan, Fleury sowie an der Küste Saint-Pierre-la-Mer, Narbonne-Plage und Gruissan. Der Name leitet sich vom okzitanischen Wort „clapas“ ab, das so viel wie ‚felsiger Schutthaufen‘ oder ‚Kieselhaufen‘ bedeutet.
Das etwa 15.000 Hektar große Massiv ist von Südwest nach Nordost etwa 17 Kilometer lang und von Nordwest nach Südost etwa acht Kilometer breit. Es bietet die höchsten Erhebungen an der meist flachen Küste zwischen der Mündung der Rhone (Camargue) und den Pyrenäen. Mehrere Gipfel erreichen über 200 Meter und sind somit höher als der Stadthügel von Sète, der Mont Saint-Clair mit 175 m und der Stadthügel von Agde mit 111 m. Die höchste Erhebung des Massif de la Clape ist der Pech Redon mit 214 m. Auf Grund der erreichten Höhe befindet sich seit 1965 auf dem Plan de Roques auf 200 m Höhe eine Radarstation des französischen Militärs, die von hier aus das Land und einen Teil des westlichen Mittelmeeres überwacht. Das Massiv liegt im Naturpark Narbonnaise en Méditerranée.

## Geologie und Bewuchs

### Geologie und Klima
Das Massif de la Clape besteht aus Karst und ist daher sehr wasserdurchlässig. Es gibt keine dauernden Oberflächengewässer, jedoch zahlreiche unterirdische Strömungen, die an Quellen austreten können und die in fast allen Tälern die Ansiedelung von Bauernhöfen ermöglicht haben.
Die etwa 600 Millimeter Niederschlag im Jahr fallen hauptsächlich im Herbst, während der Sommer trocken ist. Große Hitze und starke Winde wie der Cers verursachen starke Verdunstung; sie wird auf 948 mm pro Jahr geschätzt. Die Bedeutung von feuchter Seeluft für die Vegetation bei entsprechender Windrichtung ist schwer zu bestimmen, aber ebenfalls wichtig.

### Pflanzen und Tiere
In nennenswertem Umfang kommen Garigue und Wälder sowie Weinberge vor.
Die Flockenblume Centaurea corymbosa, auf Französisch „Centaurée de la Clape“, kommt ausschließlich an sechs Standorten im Massif de la Clape vor. Sie befindet sich wohl in einer „evolutionären Sackgasse“; daher werde ihre Überlebenschancen als begrenzt beurteilt. Weitere nennenswerte Pflanzen sind Drohnen-Ragwurz, Strauchiger Gamander, Stech-Wacholder und Phönizischer Wacholder. Die Ästige Zwenke ist typisch für die Schafweiden der Garrigue, die Aleppo-Kiefer typisch für die Wälder. Oberhalb von Gruissan liegt der Nistplatz eines Habichtsadlers (Aquila fasciata), einer von nur etwa dreißig verbliebenen in Frankreich (Stand 2017). Die seltene Langflügelfledermaus nutzt verschiedene Grotten im Massiv. Außerdem kommen Rötelfalke, Blauracke und Uhu vor. 9202 Hektar des Massivs sind als Natura 2000-Gebiet ausgewiesen.

### Gouffre de l'Œil Doux

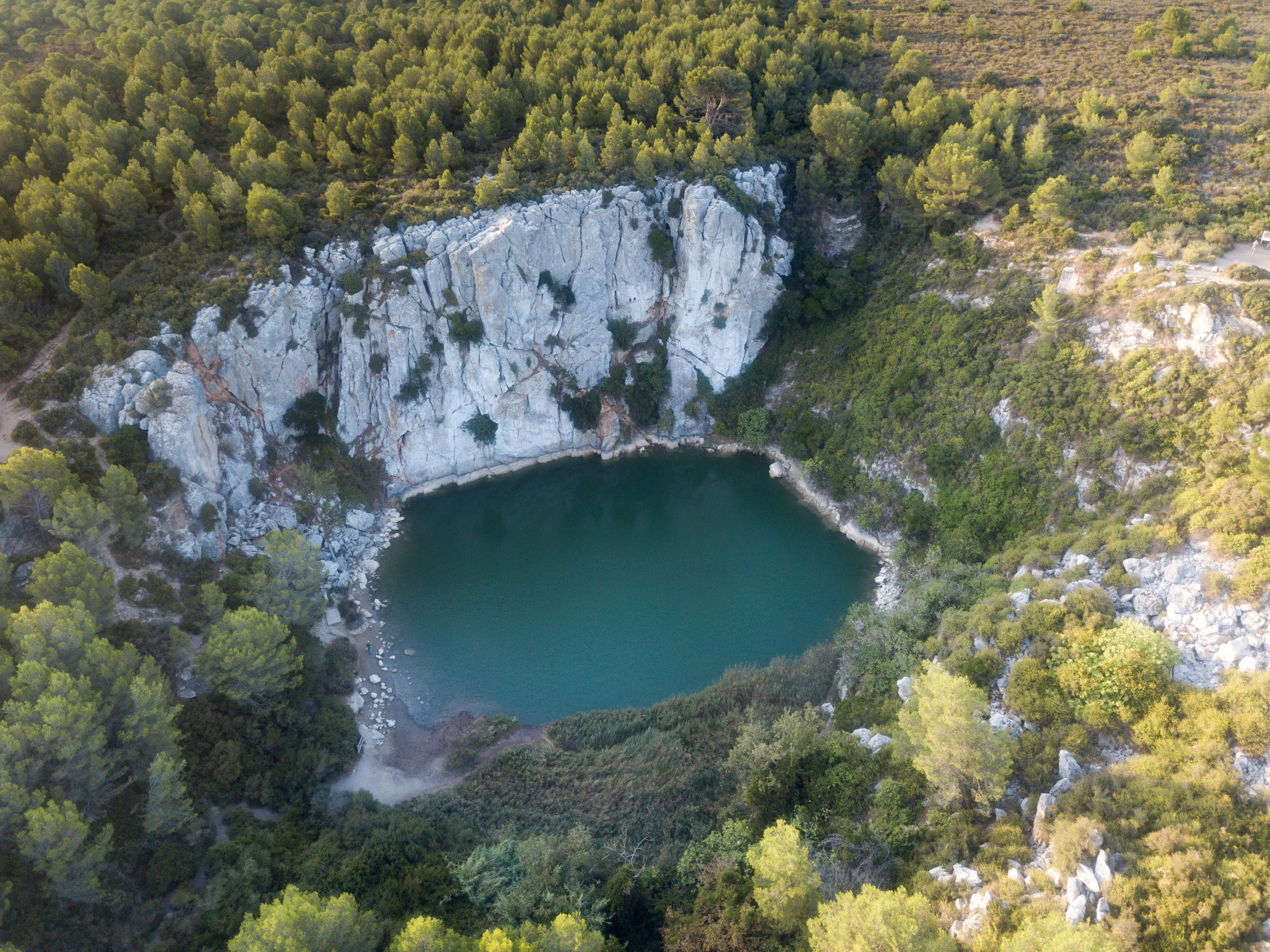
Gouffre de l'Œil Doux im Massif de la Clape.

Eine geologische Besonderheit liegt nördlich von Saint-Pierre-la-Mer, der „gouffre de l'Œil Doux“ (Koordinaten: 43° 11′ 32″ N, 3° 11′ 4″ O). Wörtlich aus dem Französischen übersetzt würde dies „Abgrund des süßen Auges“ bedeuten, tatsächlich leitet sich der Name aber vom okzitanischen „Uèlh Dotz“ ab. Der Begriff Auge wird hier im Sinne einer Öffnung verwendet, dotz bedeutet so viel wie Quelle oder Kanal, zusammen also etwa Öffnung zur Quelle. Bei der etwa kreisförmigen Öffnung von etwa 64 Metern Durchmesser handelt es sich um eine geologische Struktur, die für Karst typisch ist und als Cenote oder Doline bezeichnet wird. Sie gibt den Blick auf den Grundwasserspiegel frei, der beim Œil Doux erheblich in der Höhe variieren kann, auch weil er in Verbindung mit dem Meer steht. Daher handelt es sich um Brackwasser.
Der Gouffre de l'Œil Doux wurde 1949 erstmals unter Schutz gestellt. 1978 kam die Umgebung mit einer Größe von 88,36 Hektar dazu, bevor in späteren Jahren der Großteil des Massivs geschützt wurde.

## Landwirtschaftliche Nutzung

### Weinbau
Wann der Weinbau im Massiv begann, ist nicht bekannt. Von 1678 ist überliefert, dass ein Gut des Malteserordens, Céleyran, angewiesen wurde, einen neuen Weinberg von „12 sétérées“ Größe (etwa 3 Hektar) anzulegen. Ein Jahrhundert später wurde in der Zweigstelle Saint-Pierre-la-garrigue der Weinberg um 16 sétérées vergrößert.
Heute werden 16 % der Fläche des Massivs landwirtschaftlich genutzt, davon 93 % für Weinbau.
Die Weinbauregion gehörte zur Coteaux du Languedoc, die in der Appellation d’Origine Protégée (AOP) du Languedoc aufging. Die Klassifizierung AOC La Clappe wurde 1985 eingeführt. Sie wurde in AOP La Clape umbenannt. AOP La Clape umfasst das Massiv La Clape bis auf das Ortsgebiet von Gruissan; dieses gehört zur AOP Corbières, welche ansonsten auf der anderen Seite des Etang de Bages et de Sigean in den Corbieren liegt. Etwa 40 Weingüter befinden sich im Massiv.
768 Hektar Anbaufläche gehören zur AOP La Clape, auf denen pro Jahr etwa 25.000 Hektoliter produziert werden, pro Hektar unter 40 Liter, und damit deutlich weniger als zulässig. Wein von etwa 3000 weiteren Hektar wird als IGP Languedoc vermarktet. Hier gelten weniger Einschränkungen bezüglich der Menge an Wein, die pro Hektar erzeugt werden dürfen.
Eines der größten Weingüter, das 82 Hektar große l'Hospitalet, gehört dem ehemaligen Rugby-Spieler Gérard Bertrand, der auch weitere Güter besitzt, mit einer Gesamtgröße von 600 Hektar.

### Feigen, Kermes, Queller und Oliven
Feigenbäume finden sich über das Massiv verteilt. Sie wurden früher zusammen mit Weinreben, Mandelbäumen und Pfirsichbäumen angepflanzt.
Auf der im Massiv zahlreich vertretenen Kermeseiche lebt ein Parasit, die Kermes-Schildlaus, aus dem früher der Farbstoff Kermes gewonnen wurde. Die Schildläuse wurden von Kindern und Frauen gesammelt, die Ausbeute konnte 0,5 bis ein Kilogramm am Tag betragen. Diese Tätigkeit wurde mindestens seit dem 13. Jahrhundert durchgeführt; die früheste schriftliche Erwähnung für la Clape datiert von 1260. Durch Aufkommen des Karmins, dass aus der mittelamerikanischen Cochenilleschildlaus gewonnen wird, sowie durch Entwaldung von la Clape kam die Produktion zum Erliegen.
Eine Beschreibung von 1776 stellt fest, dass das Gebiet weitgehend unkultiviert sei und aus Garrigue und Weideland bestehe. An den Hängen würden jedoch recht gute Weinberge liegen.
Eine gewisse finanzielle Bedeutung zumindest im 18. und frühen 19. Jahrhunderts hatten Anbau und Verarbeitung des Quellers (Salicornia), der für die Produktion von Glas und weißer Seife verwendet wurde.
In der Küstenregion des Languedoc spielte der Anbau von Olivenbäumen seit römischen Zeiten eine Rolle. Mit einer starken Zunahme um 1450 wurde er zu einem Schwerpunkt der Wirtschaft. Der Niedergang des Olivenanbaus begann um 1689, verstärkt durch einen starken Frost im Jahr 1709.
Es ist anzunehmen, dass dies auch für La Clape galt. Im Winter 1956 fielen die Temperaturen erneut auf für die Region extrem ungewöhnliche -20° Celsius. Dies zerstörte 95 % der aller Baumkulturen. Heute sind auf einer vernachlässigbaren Fläche nur noch wenige Olivenanbauer im Massif de la Clape aktiv.

### Schafzucht
Während Rinder selten waren, war die Schafzucht früher verbreitet. Sowohl weltliche als auch kirchliche Herrschaften, wie zum Beispiel der Erzbischof von Narbonne, hatten Besitzungen im Massif de la Clape, auf denen auch Schafe gehalten wurden. Die Schafzucht entwickelte sich besonders wegen der Wolle, denn Narbonne war am Übergang vom 13. zum 14. Jahrhundert eines der wichtigsten Tuchmacher-Zentren im Languedoc. Für 1401 ist überliefert, dass 900 Tiere aus anderen Regionen nach La Clape überführt wurden. Auf einer Karte von 1548 ist ein Weg eingezeichnet, der Tiere auf die Weiden von La Clape führte. Im gleichen Plan sieht man Herden in den Feuchtgebieten am Rande von La Clape grasen.
Eine verstärkte Rodung des Gebietes setzte um 1760 ein. Bereits 1763 bedauerte ein Autor, dass einige Gutsherren den Bauern erlaubten, Sträucher nach Narbonne zu bringen, wo diese doch lange als einzige Nahrung für die Schafe gedient hätten. Die Zahl der Schafe erreichte Ende des 18. Jahrhunderts einen Höchststand, der danach nicht wieder erreicht wurde.
1821 gab es 51 Bauernhöfe in la Clape. Aus dem gleichen Jahr wird von Bemühungen berichtet, Merinoschafe, die mehr Wolle gaben, mit einheimischen Rassen zu kreuzen. 1866 hatte das Gut Céleyran 1200 Murinoschafe. 1874 wird für la Clape eine eigene Schafrasse erwähnt, das clapeng. Die noch starke Verbreitung der Schafe sollte jedoch nicht lange anhalten. Die Reblausinvasion erfasste weite Teile Frankreichs, das Massif de la Clape blieb jedoch verschont. Dadurch verschob sich der Schwerpunkt der Landwirtschaft von der Schafzucht zum Wein hin. In den 1970er Jahren verschwand die Weidewirtschaft, die der Fleischproduktion und nie der Käsegewinnung diente, vollständig, da sie sich finanziell nicht mehr lohnte.
In neueren Zeiten wird die Weidewirtschaft möglicherweise wieder verstärkt. 2015 wurde eine erste Schafherde aus ökologischen Gründen bei Fleury eingesetzt. Die Schafe könnten verfilztes Unterholz abweiden, das eine Gefahr für die Entstehung und Ausbreitung von Waldbränden darstellt.

## Vorherrschende Winde
Das in etwa in Nord-Süd-Richtung liegende Massiv ist zwei starken Winden ausgesetzt, dem Cers und dem Marin. Der Cers ist ein trockener frischer Wind aus Nordosten; er entsteht in der Senke zwischen den nördlichen Pyrenäen-Ausläufern und den südlichen Ausläufern des Zentralmassivs. Diese Senke verbindet das Gebiet um Toulouse über die Seuil de Naurouze, Castelnaudary und Carcassonne mit der Mittelmeerküste; hier verläuft der Canal du Midi und seit neueren Zeiten die Autoroute des Deux Mers. Durch diesen Korridor bläst der Cers Richtung Mittelmeer, um hier auf das Relief des Massif de la Clappe aufzutreffen, teils mit einer Kraft, die ausreicht, um im Massiv an den Steilhängen mit flachen Böden große Bäume zu entwurzeln. Der „Circius“ wurde bereits von römischen Schriftstellern erwähnt, so von Seneca im Jahr 62 und von Plinius dem Älteren in seiner Naturalis historia (um 77). Letzterer schrieb, dass der Circius von keinem anderen Wind an Stärke übertroffen werde. Seneca erwähnt einen Tempel, der in der Stadt Narbonne für den Gott Circius gebaut wurde, in dem die Einwohner für die gesunden Himmel danken, die er brachte.
Während der Cers für klaren Himmel sorgt, ist beim Marin das Gegenteil der Fall: Er bläst in die Gegenrichtung, also vom Meer her Richtung Toulouse, und er bringt sehr feuchte Luft mit sich. Tiefe Wolken können in wenigen Stunden hunderte Liter Regen abladen.

## Entstehung des Massivs und Fossilienfunde
Vor etwa 45 Millionen Jahren bewirkte ein Schub der pyräneo-provençalischen Kette eine Verschiebung des Massivs um einige Dutzend Kilometer und damit eine Abtrennung vom Muttergebirge der Corbières. Es besteht aus Sedimentgesteinen des Mesozoikums (251–65 Millionen Jahre), auf das jüngere Schichten aufgelagert sind. Steilhänge und Klippen wechseln sich mit Hochplateaus ab, mehrere Schluchten durchziehen das Gebiet. Dies macht die Landschaft attraktiv für Freikletterer. Außer einem Klettergarten gibt es über 300 Kletterrouten im Massiv.
1828 wurde von Adolphe Brongniart eine Fossilienlagerstätte aus dem Oligozän bei Armissan beschrieben. Die Datierung auf circa 30 Millionen Jahre gelang mit Hilfe bestimmter gefundener Fischarten. 1866 veröffentlichte Gaston de Saporta eine Auflistung der Funde aus dem Pflanzenreich. 1896 zeigte sich Albert Gaudry begeistert von den vielfältigen Pflanzenfossilien, darunter 30 cm große Aralia-Blätter, Akazien-Schoten sowie Blätter und Früchte von Anœctomeria, einer Gattung der Seerosen.

## Frühe Besiedelung in der Grotte de la Crouzade
Die ältesten Besiedelungsspuren im Massiv fanden sich in der bereits 1928 unter Denkmalschutz gestellten „grotte de la Crouzade“, einer Höhle, die oberhalb von Gruissan liegt. Der Höhleneingang ist nach Westen gerichtet, hinter einem großen Vorplatz. Die Höhle ist im Wesentlichen ein hoher langer Saal, 75 Meter lang. Die Höhe ist nach hinten langsam abnehmend; sie wurde 1866 entdeckt, die ersten Ausgrabungen erfolgten 1874.
Die frühesten bestimmbaren Funde, etwa 50.000 Jahre alt, wurden der Moustérien-Kultur zugerechnet, also Neandertalern, deren Knochenreste sich mit denen von verspeisten Tieren durchmischt fanden. In einer Pause von 17000 Jahren lagerten sich Sedimente ohne Fundstücke ab. Aus der Zeit danach fanden sich zwei Schädelfragmente des modernen Menschen, die zu den ältesten Westeuropas gehören. Die Untersuchung eines Kieferknochenfragments mit der Radiokarbonmethode ergab eine Datierung auf 32.700 Jahre vor Christus. Die gefundenen Feuerstein- und Knochenwerkzeuge erlauben eine Zuordnung zum Aurignacien. Nach einer weiteren Pause lassen sich 25.000 Jahre alte Funde dem Gravettien zuordnen, bevor 10.000 Jahre später Funde der Magdalénien-Kultur auftauchen. Auch die nacheiszeitliche Azilien-Kultur ließ Funde zurück.
Die Höhle wurde zu Beginn der 1990er Jahre für die Öffentlichkeit gesperrt, um die darin lebenden Fledermäuse zu schützen.

## Verlandung der ehemaligen Insel in geschichtlicher Zeit
In römischer Zeit war das Massiv nicht Teil des Festlandes, sondern eine Insel, die „insula laci“, Insel des Sees, genannt wurde. Die Aude hatte zwei Mündungsarme zum Mittelmeer. Der obere floss ähnlich der heutigen Aude nordöstlich des Massivs in den ausgedehnten Étang de Vendres. Der untere mündete in den „Lacus Rubresus“, eine Lagune, die sich südlich von Narbonne zwischen dem Massiv und den Corbieres erstreckte. Der Hafen von Narbonne war mit diesem Arm über einen Kanal verbunden. Große Teile des Lacus Rubresus sind heute verlandet; der Étang de Bages et de Sigean zwischen Narbonne und Port-la-Nouvelle im Süden ist der größte noch bestehende Überrest.
Die Schwemmebene der Aude dehnte sich schon im ersten Jahrhundert aus, noch im Mittelalter war das Massiv aber eine Insel. 978 wurde für die Ortschaft Armissan im Westen des Massivs berichtet, dass sie an einer Bucht des Lacus Rubresus lag. 1316 verlagerte ein Hochwasser, das auch die Stadt Narbonne verwüstete, den Hauptverlauf der Aude in den Norden des Massivs.
Die Konsuln von Narbonne beschlossen am Ende des 16. Jahrhunderts, die durch die zunehmende Verlandung entstandenen, ungesunden Sümpfe auf der Westseite des Massivs, also zur Stadt hin, trockenlegen zu lassen, was dazu beitrug, dass die ehemalige Insel mit dem Festland verbunden wurde und eine neue landwirtschaftlich nutzbare Fläche entstand.
Genau lässt sich jedoch nicht klären, wann der Übergang von Insel zu Halbinsel und schließlich zum Festland stattfand. Pierre de Marca schrieb noch 1688 in seiner Marca Hispanica von einer Insel, der Insula Laci, in Westen von Étangs und im Osten vom Meer begrenzt. Die Namen Insula Laci, île de Licci, Lec oder Licti einerseits und la Clape andererseits wurden mindestens seit 1322 bis zum Ende des 18. Jahrhunderts parallel verwendet.